# Freudental
Freudental là một thị xã ở huyện Ludwigsburg, Baden-Württemberg, Đức. Đô thị này có diện tích 3,07 km², dân số thời điểm ngày 31 tháng 12 năm 2006 là 2488 người.